# Podróż komediantów
Podróż komediantów (gr. Ο Θίασος) – grecki film historyczny z 1975 roku w reżyserii i według scenariusza Teo Angelopoulosa. Obraz ukazuje dzieje Grecji od 1939 do 1952 roku, w tym okres okupacji hitlerowskiej, na przykładzie losów wędrownej trupy greckiej.
Podróż komediantów została entuzjastycznie przyjęta na 28. MFF w Cannes, gdzie zdobyła Nagrodę FIPRESCI. Film Angelopoulosa zdobył też Nagrodę Interfilm w sekcji "Forum Nowego Kina" na 25. MFF w Berlinie oraz sześć statuetek (dla najlepszego filmu, za reżyserię, scenariusz, zdjęcia, główną rolę męską i główną rolę żeńską) na MFF w Salonikach.